# 李鳳 (渤海李氏)
李鳳，北魏渤海蓚县（今河北省景县）人，李叔虎、李叔宝的从弟。
李鳳历任尚书郎中、国子博士。魏宣武帝永平元年（508年）因为弟弟与京兆王元愉一起叛乱，李凤受到连累，被免官除名。李凤从子李长仁，赐爵延陵男。